# 2015년 4월 지중해 난민선 난파 사고
2015년 4월 지중해 난민선 난파 사고는 2015년 4월에 지중해에서 적어도 5번 이상의 난민을 태운 배가 난파된 사고이다. 4월 13일에는 적어도 400명 이상이 실종되었으며, 19일 사고는 적어도 800명이 사망하였다.